# ナナクサインコ
ナナクサインコ (学名：Platycercus eximius) は、オウム目インコ科に属する鳥類の一種。オーストラリア固有種。

## 分布
オーストラリア南東部。クイーンズランド州サウス・イースト・クイーンズランド地域、ニューサウスウェールズ州東部、ビクトリア州、南オーストラリア州南東部、タスマニア州。
生息域内では、標高1200m以下の疎林、農耕地、川沿いの林、公園に生息している。

## 形態
全長29-33cm。
雌雄ほぼ同色。頭部から胸部にかけてと、下尾筒が赤色で、ほおには白い斑がある。腹部は黄色で、下に行くにしたがい黄緑色になる。翼はほぼ青く、小雨覆は黒色。背面の羽毛は基部が黒く先端が黄色で、背面は黄色と黒色のうろこ模様になっている。尾羽の中二枚は、青みがかった緑色で、外側の尾羽は青色で先端が白色。

## 分類
3亜種確認されている。
- P. e. exmius：基亜種。ニューサウスウェールズ州から南オーストラリア州南東部にかけて分布。
- P. e. elecica：サウス・イースト・クイーンズランド地域からニューサウスウェールズ州の北部にかけて分布。基亜種より大きく、背面の羽毛はより黄色の面積が大きい。Golden-mantled Rosellaとも。
- P. e. diemenensis：タスマニア亜種。最も大きい亜種で、ほおの白色部分もより大きく、頭部から胸部にかけての赤みもより強い。

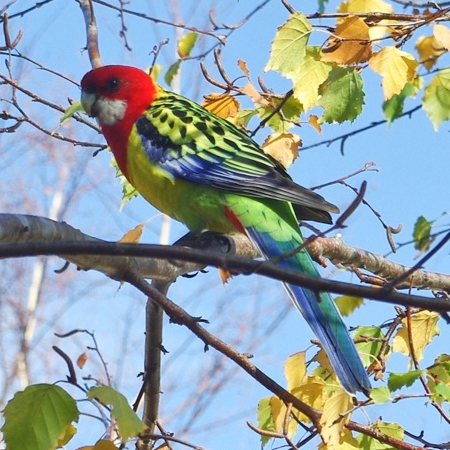
基亜種
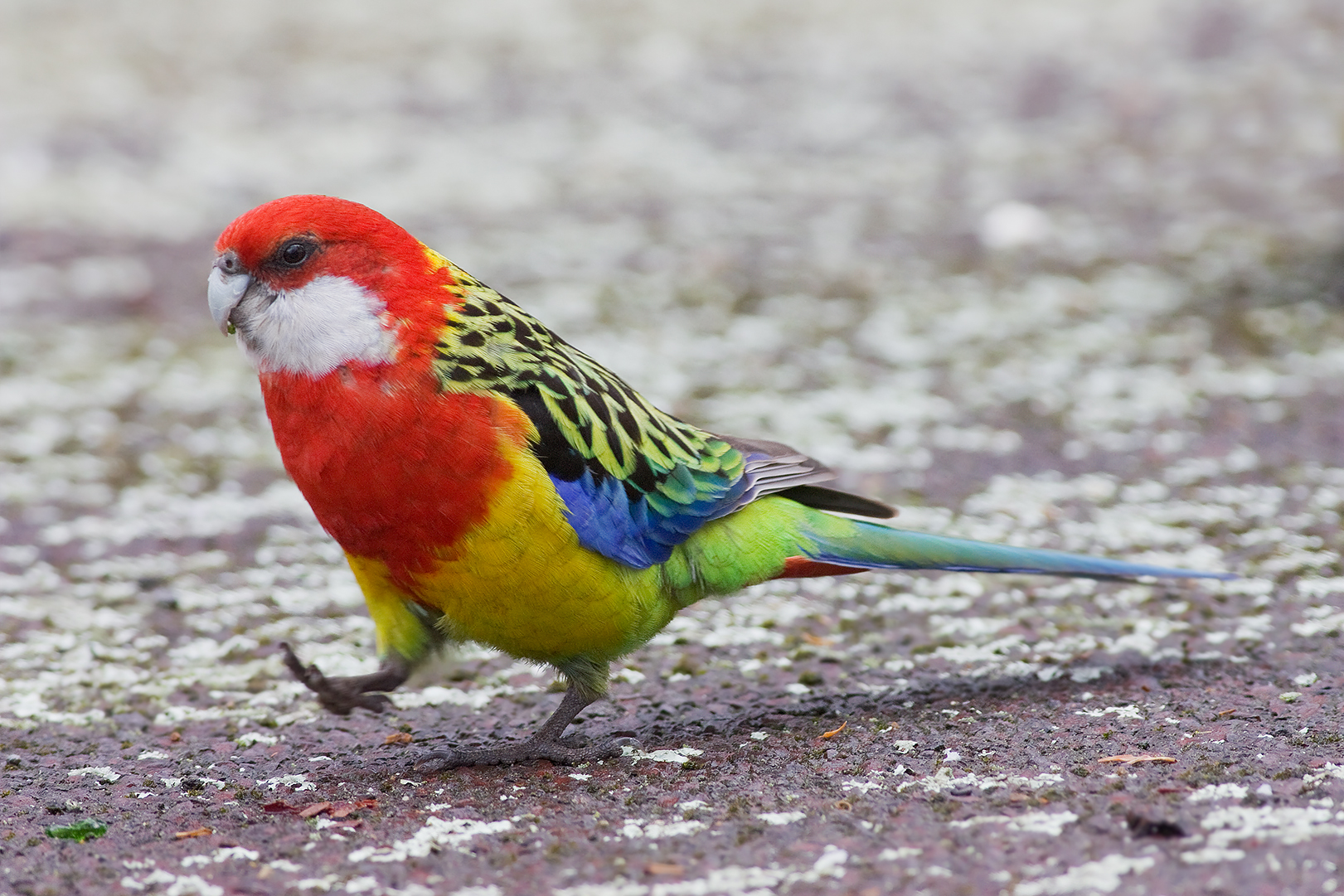
タスマニア島亜種
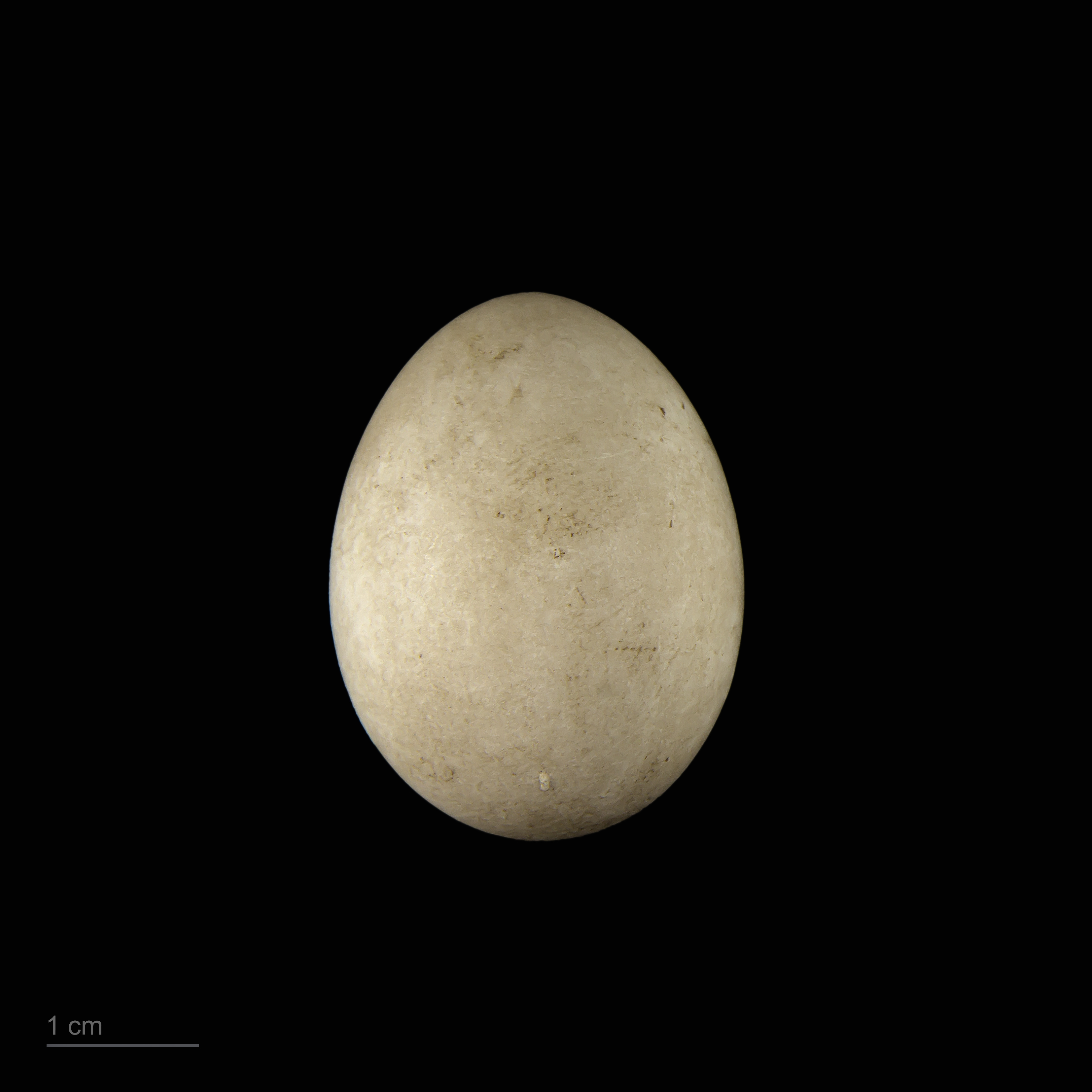
Museum specimen

## 生態
採食は主に地上で行い植物の種子や、実、昆虫などを採食する。
巣は樹洞内に作られる。メスは卵を5個ほど産み、約3週間抱卵する。雛は、孵化から約1ヶ月で巣立ちする。